# Jasenovo
Jasenovo (in ungherese Turócjeszenő, in tedesco Jassenhay) è un comune della Slovacchia facente parte del distretto di Turčianske Teplice, nella regione di Žilina.